# Фатима (имя)
Фатима́ (араб. فاطمة‎ —  отнятая от груди‎) — популярное арабское женское имя, распространённое у многих народов, исповедующих ислам. Женская форма слова «фати́мун» (араб. فَطِيمٌ‎ — отнятый от груди [о ребёнке]).
Популярность имени среди мусульманских народов связано с тем, что это имя носила дочь пророка Мухаммада и Хадиджи — Фатима (ум. 633). У неарабских народов под влиянием фонетических законов это имя видоизменилось и приняло различные формы, выделившиеся в самостоятельные имена. Среди таких имён: Фату́ма, Фату́ (у лезгин), Фатма (у кумыков), Патима́т, Патина, Пати́ (у аварцев), Батимат (у даргинцев) и т. д.
Распространённое имя у казахов. 

### Известные носительницы
- Фатима аль-Маасума (790—816) — дочь седьмого непорочного имама шиитов-двунадесятников Мусы ибн Джафара аль-Казима.
- Фатима аш-Шариф (1911—2009) — супруга ливийского короля Идриса I, королева Ливии.
- Фатима Захра (605 или 615 — 632 или 633) — четвёртая дочь пророка Мухаммеда, жена Али, мать Хасана и Хусейна.
- Фатима Мадридская (X век — XI век) — мусульманский астроном.
- Фатима-Султан (ум. ок. 1681) — последняя касимовская правительница, бикем.